# Лунен календар
Лунният календар е свързан с фазите на Луната и се основава върху тяхната цикличност. В настояще време единствено ислямският календар е същински лунен календар. По-широко разпространение имат лунните календари, при които има периодично съгласуване със слънчевата година. Този вид календари се наричат лунно-слънчеви и са известни от древността.

## Лунна година
При лунните календари годината се състои от 12 месеца. Лунната година има продължителност 354,36708 денонощия, от което следва, че календарната година може да има или 354 дни (редовна) или 355 дни (високосна). За коригиране на нейната продължителност се използват различни високосни цикли: 1/2; 1/3; 3/8; 4/11; 7/19; 11/30 …, където броят на годините в цикъла са дадени в знаменателя, а броят на високосните години в цикъла са дадени в числителя. Съответно средната продължителност на лунната година е равна на: 354,50000; 354,33333; 354,37500; 354,36364; 354,36842; 354,36667 … дни.

## Лунен месец
Лунният месец е синодичен период и се определя като време между две последователни еднакви фази на луната. Лунните месеци са по-кратки от слънчевите, в резултат на което всяка година има отместване на лунния календар спрямо слънчевия с 11 или 12 дни. Това е причината да няма съответствие между лунните месеци и годишните сезони.

### Продължителност на лунен месец
Средната продължителност на лунния месец е равна на 29,53059 денонощия. Затова един календарен месец съдържа 29 или 30 дни. Месеците с различната продължителност се редуват, така че да има съответствие между дните и фазите на Луната. Системите, които се използват за конструиране на лунни календари и за установяване на точността на приближение към средната продължителност на месеца, се определят с помощта на верижни дроби. В представения списък един определен период от време се показва в числителя като брой дни, а в знаменателя като брой приключили месеци (цяло число). В скобите се дава времето, за което се натрупва грешка от 1 ден.
29/1 (грешка: 1 ден след около 2 месеца)
30/1 (грешка: 1 ден след около 2 месеца)
59/2 (грешка: 1 ден след около 33 месеца)
443/15 (грешка: 1 ден след около 30 години)
502/17 (грешка: 1 ден след около 70 години)
1447/49 (грешка: 1 ден след около 3 хилядолетия)
Така например 443/15 означава, че когато редуването на 29 и 30-дневните месеци е такова, че за 443 дни да приключат 15 месеца (8 месеца по 30 дни и 7 месеца по 29 дни), то грешка от 1 ден се натрупва за около 30 години.

### Начален ден на лунен месец
Първият ден на лунния месец е строго фиксиран спрямо фазата на Луната, но няма единно правило за това определяне. При китайския календар всеки месец започва в деня на новолуние в определена часова зона. В някои индийски календари началото на месеца съвпада с пълнолунието. В стария еврейски календар първият ден на месеца е денят след новолунието, в който за първи път става видима месечината.

## Лунно-слънчеви календари
Повечето лунни календари фактически са лунно-слънчеви. При тях месецът следва лунния цикъл, но годината се синхронизира със слънчевата чрез добавяне на тринадесети месец. Това се прави всеки 2 – 3 години и по този начин се избягва разминаването на календарните месеци с климатичните сезони. Лунно-слънчеви са повечето древни календари – на шумерите, персите, славяните. Съвременните лунно-слънчеви календари са еврейският, китайският, виетнамският и индийският, като те основно се използват за отбелязване на традиционни празници и религиозни дати.